# Rhinogobius duospilus
Espèce
Synonymes
- Ctenogobius duospilus Herre, 1935
- Ctenogobius wui Liu, 1940
- Gobius duospilus Herre, 1935
- Gobius whitleyi Herre, 1936
- Rhinogobius wui Liu, 1940

Le Gobie de Hong Kong ou le Gobie à cou rouge (Rhinogobius duospilus) est une espèce de poissons gobies du genre Rhinogobius appartenant la famille des Gobiidés.
Il est commun en aquariophilie, en eau douce et en eau saumâtre.

## Description
On le surnomme Gobie à cou rouge pour sa gorge couverte de petits points rouges.
Le mâle a une tête plus large et des points rouges sur la gorge plus marqués et sur le reste du corps.
Son corps est gris marbré de noir avec quelques reflets verts.
Ses nageoires dorsales sont rouges. Tandis que la femelle est beige, avec quelques écailles blanches.
Son corps est de forme allongée et cylindrique, il possède deux grands yeux ronds et une bouche protractile.
Il fait en moyenne 3 à 4 cm.

## Répartition géographique
Le Gobie de Hong Kong est originaire de la Chine méridionale du côté de Hong Kong.

## Alimentation
Carnivore. Le Gobie de Hong Kong accepte de nombreuses variétés d'aliments, congelés, vivants, lyophilisés.

## En aquarium
Le Gobie de Hong Kong est souvent maintenu en aquarium d'eau douce mais aussi en eau saumâtre où il est apprécié pour sa physionomie et son comportement particuliers. Il lui faut un aquarium de 100 litres doté d'un décor rocheux et un substrat sablonneux, il sera maintenu seul ou en couple.
| Origine         | Chine             | Eau           | Eau douce           |
| Dureté de l'eau | °GH               | pH            | 7,0-8,0             |
| Température     | Entre 15 et 28 °C | Volume mini.  | 100 L               |
| Alimentation    | Carnivore         | Taille adulte | De 3 à 4 cm         |
| Reproduction    | ovipare           | Zone occupée  | Milieu & Inférieure |
| Sociabilité     | Bonne             | Difficulté    | facile              |

## Reproduction
Possible s'il est maintenu dans de bonnes conditions. Après la parade, le frai a lieu dans de petites cavités. Le mâle protège les œufs et les ventile.